# Nikétas I.
Nikétas I. nebo Nikitas I. (??? – 780) byl konstantinopolský patriarcha během ikonoklasmu.

## Život
Zastával různé církevní funkce. Dne 16. listopadu 776 ho císař Konstantin V. ustanovil za patriarchu Konstantinopole po sesazení Konstantina II. byl ikonoklastem. Na nicejském koncilu v roce 787 byl mezi jmenovanými a odsouzenými heretiky.